# Adolphus Warburton Moore
Adolphus Warburton Moore anche conosciuto come A.W. Moore (1841 – 1887) è stato un alpinista e funzionario inglese del Civil Service.
Il suo nome è legato soprattutto alla prima ascensione dello Sperone della Brenva, detto anche Sperone Moore o via Moore, la prima via sul versante est del Monte Bianco (versante della Brenva), compiuta nel 1865 quando ancora era considerata quasi impossibile.

## Biografia
Figlio di un direttore della Compagnia britannica delle Indie orientali si avvicinò all'alpinismo tramite Hereford Brooke George, il primo editore dell'Alpine Journal, la rivista annuale dell'Alpine Club. Con George compì le prime escursioni sulle Alpi. La sua attività culminò negli anni 1862-1865 con le prime ascensioni sulla parete valsesiana del Monte Rosa, sulla Barre des Écrins e sullo Sperone della Brenva.
Sulla parete valsesiana del Monte Rosa tracciò l'itinerario noto in seguito come "via degli inglesi", 1600 metri di dislivello lungo il grandioso crestone est della Punta Parrot. La cordata tuttavia, non raggiunse la vetta ma sbucò sul crinale poco lontano dal Colle Sesia.

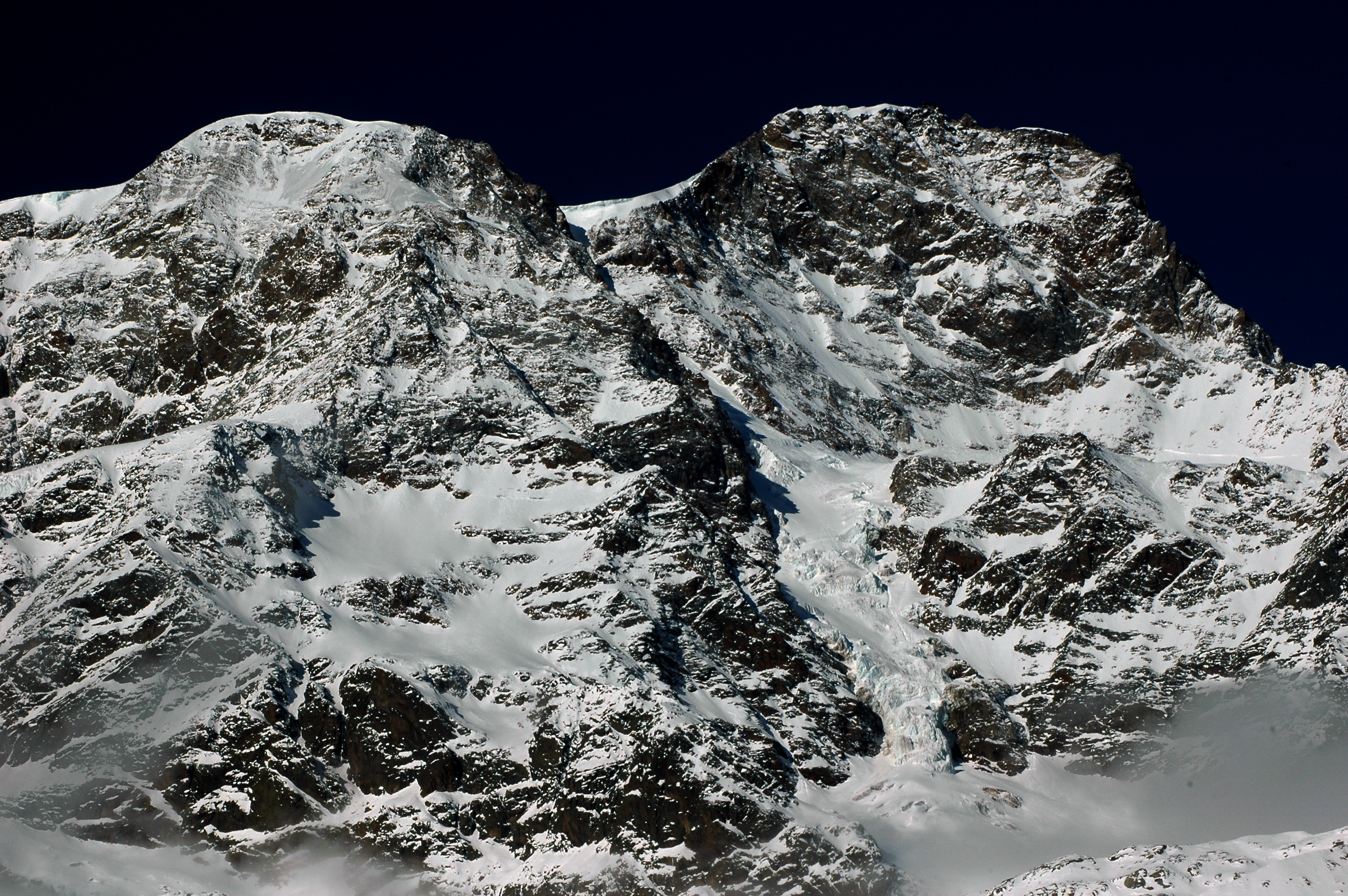
La parete valsesiana del Monte Rosa con la Punta Parrot m.4436 a sin. e la Punta Gnifetti m.4559 a destra. Al centro il grandioso crestone Est dove passa la via degli inglesi

Nel 1868 realizzò anche delle spedizioni nel Caucaso. Con Douglas William Freshfield e Charles Comyns Tucker compì la prima ascensione del Monte Kazbek e furono i primi europei occidentali a raggiungere la cima est (5.621 m) del monte Elbrus, più bassa della cima ovest principale.
Ha scritto un libro autobiografico, The Alps in 1864, in cui sono descritte le sue ascensioni.

## Lo Sperone della Brenva

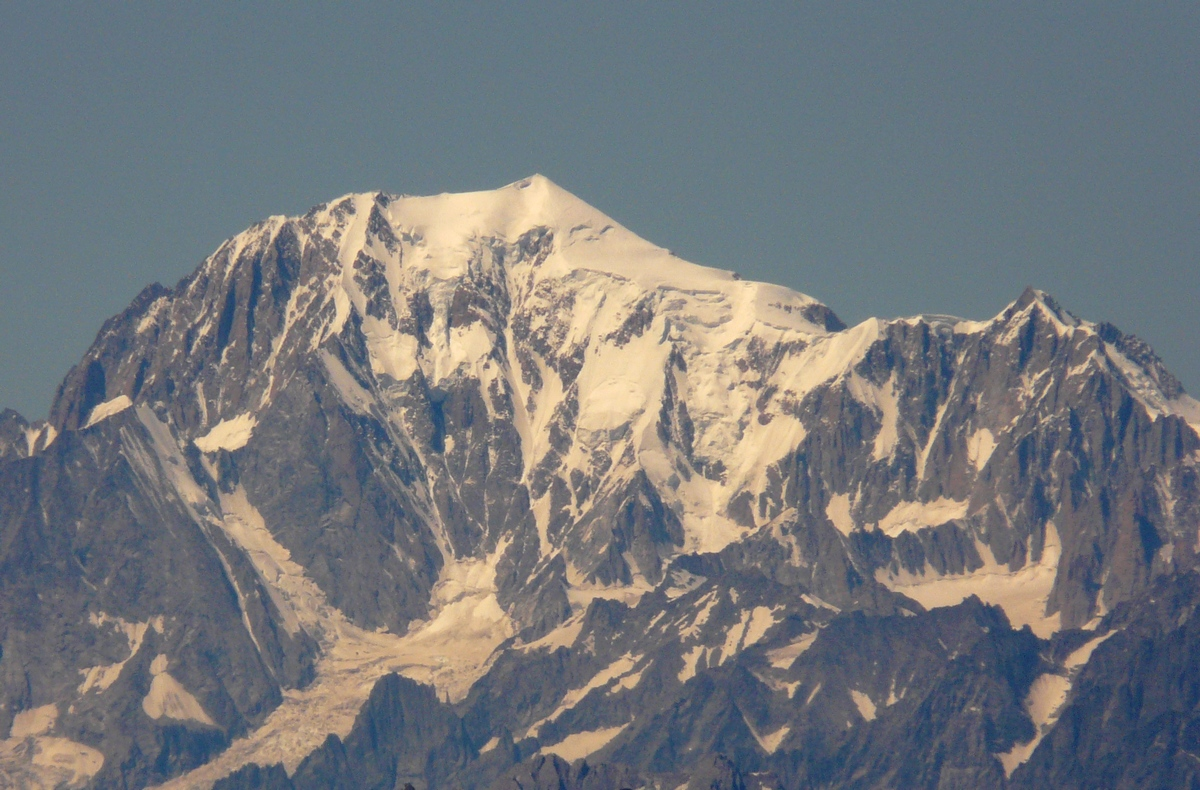
L'imponente versante est, della Brenva, del Monte Bianco. Lo sperone si trova circa al centro della foto.

Nel 1863 Moore e altri alpinisti inglesi si incontrarono a Courmayeur per valutare la possibilità di una salita sul versante est del Monte Bianco. Tuttavia diverse importanti guide del tempo come Melchior Anderegg, Christian Almer e Peter Perren ritenevano l'ascesa impossibile o improbabile e quindi il progetto fu momentaneamente abbandonato. L'anno successivo durante una discesa dal Mur de la Côte, sulla cresta nord-est del Monte Bianco, Moore intravide un possibile percorso sullo sperone di destra e si fece promotore del tentativo di ascensione.
Il 14 luglio 1865 si formò quindi un gruppo composto da Adolphus Warburton Moore, George Spencer Mathews, Frank Walker, Horace Walker, le guide Jakob e Melchior Anderegg e due portatori. Partirono alle 10:10 di mattina da Courmayeur e, dopo aver risalito il ghiacciaio della Brenva, giunsero a bivaccare nei pressi dell'attuale omonimo bivacco. Il giorno successivo attraversarono il ghiacciaio per poi salire al colle, chiamato in seguito colle Moore (3.525 m), da sud. Da qui lo sperone è roccioso fino a 3.913 m dove diventa una cresta nevosa. Di particolare rilievo il fatto che gli alpinisti erano sprovvisti di ramponi, ma salirono i ripidi pendii creando dei gradini con la piccozza (detto gradinare) e salendo la cresta a cavalcioni quando affilata. Nell'ultimo tratto, invece di affrontare la seraccata finale direttamente traversarono verso il colle della Brenva (4.309 m). La salita diretta della seraccata fu compiuta il 15 luglio 1870 da William Auguste Coolidge con le guide Christian Almer, Ulrich Almer e Christian Gertsch, nel corso della prima ripetizione.
L'ascensione destò grande ammirazione nell'ambiente alpinistico e a sottolineare la difficoltà dell'impresa la salita ebbe solo altre cinque ripetizioni entro la fine del secolo. Inoltre per oltre sessant'anni, fino alle vie di Thomas Graham Brown dal 1927, non ci furono nuove vie su questo versante. Particolare coincidenza che il giorno precedente, il 14 luglio, era stata compiuta un'altra importante prima ascesa, quella del Cervino guidata da Edward Whymper.
Ad Adolphus Warburton Moore è dedicato il colle Moore (3.525 m) all'attacco dello sperone della Brenva e il Pic Moore, elevazione dello sperone a ovest del colle.

## Prime ascensioni
Ha compiuto la prima ascensione delle seguenti montagne:
- Parete valsesiana del Monte Rosa - 11 luglio 1862 - con H.B. George e le guide Christian Almer e M.Zumtaugwald
- Gross Fiescherhorn - 23 luglio 1862 - con H.B. George e le guide Christian Almer e Ulrich Kaufmann
- Barre des Écrins (couloir Whymper) - 25 giugno 1864 - con Edward Whymper, Horace Walker e le guide Michel Croz e Christian Almer[6]
- Piz Roseg - 28 giugno 1865 - con H. Walther e la guida Jakob Anderegg[7]
- Obergabelhorn - 6 luglio 1865 - con la guida Jakob Anderegg
- Pigne d'Arolla - 9 luglio 1865 - con la guida Jakob Anderegg
- Monte Kazbek - 1868 - con Douglas William Freshfield e Charles Comyns Tucker
- Aiguilles de Trélatête, punta settentrionale - 23 luglio 1870 - con Horace Walker e le guide Jakob Anderegg e Johann Jaun.[8]

Prima ascensione di vie:
- Sperone della Brenva, Monte Bianco - 15 luglio 1865 - Prima salita con George Spencer Mathews, Frank Walker, Horace Walker e le guide Jakob e Melchior Anderegg, 800 m IV/1, 4c.[9]